# Вымол
Вымол — деревня в Кичменгско-Городецком районе Вологодской области.
Входит в состав Кичменгского сельского поселения (с 1 января 2006 года по 1 апреля 2013 года входила в Погосское сельское поселение), с точки зрения административно-территориального деления — в Погосский сельсовет.
Расстояние до районного центра Кичменгского Городка по автодороге составляет 17 км. Ближайшие населённые пункты — Лыченица, Наволок, Погудино.
Население по данным переписи 2002 года — 22 человека (10 мужчин, 12 женщин). Всё население — русские.
| 2010 |
| ---- |
| 12   |